# Familia Wassilko de Serecki

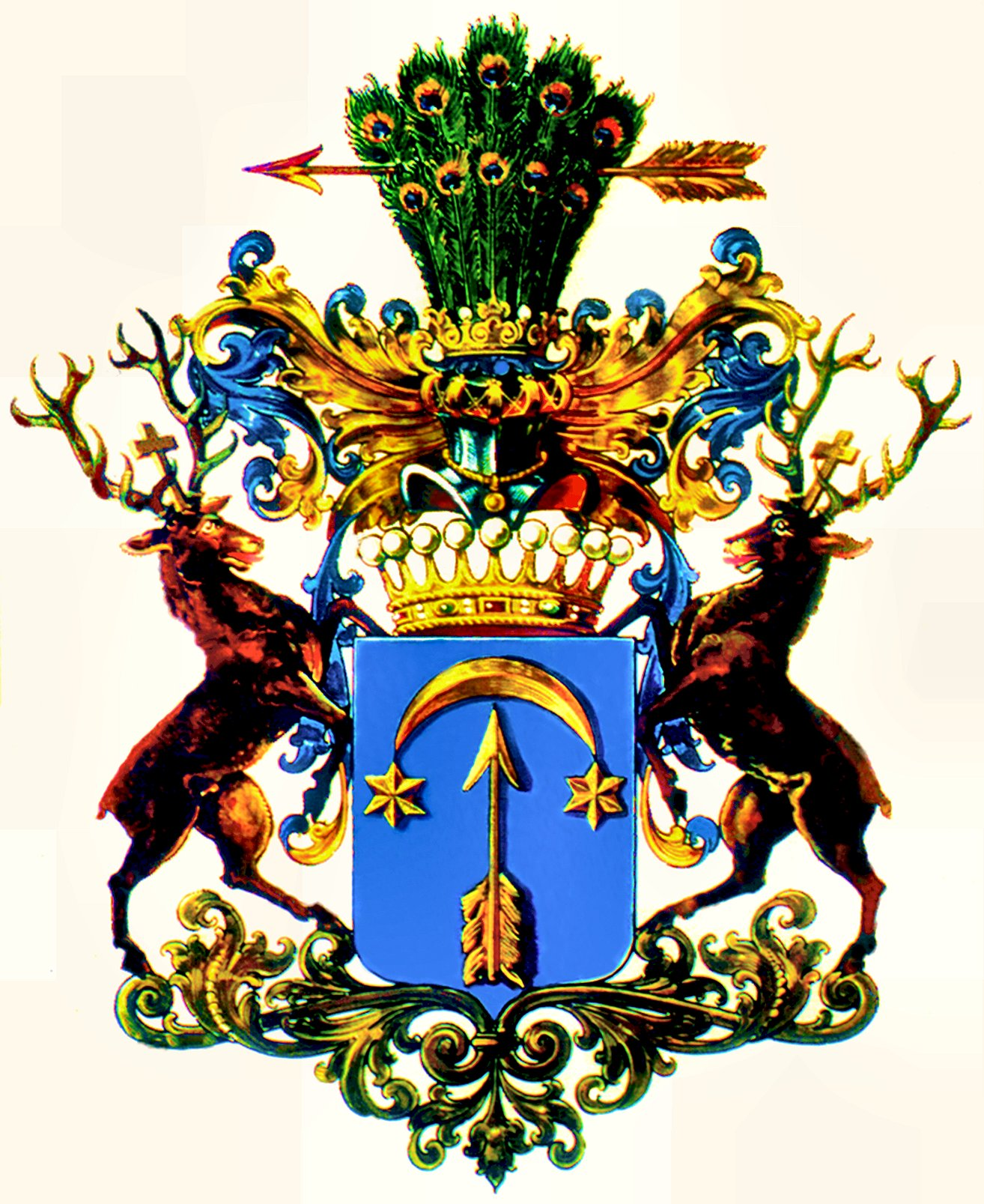
Stema conților Wassilko de Serecki

Conții Wassilko de Serecki, in germană Grafen Wassilko von Serecki, scris de asemenea Vasilco-Serețchi, au fost membri ai nobilimii austriece superioare (Hochadel), fiind descendenții unei vechi familii de boieri moldoveni din Bucovina, care au purtat acest titlu pe timpul Imperiului Habsburgic. Ei au fost singurii nobili numiți conți de origine română în tot imperiului austriac/austro-ungar. Familia s-a simțit mereu română și a apărat interesele poporului cu desăvârșire și determinare.

## Istoricul familiei
Familia boierească moldovenească, cunoscută de asemenea sub numele de Vasilco, își are rădăcinile - după istoricul militar Johann Svoboda, dar și din tradiția familiei - în Rusia, unde strămoșii ar fi fost rudă cu domnitorii Rusiei Kievene în 1097.  Aici era menit principele orbit de Peremyšl și Terebovl  Wassilko (și Vasil’ko, Wasilko) Rostislavič.

### În Principatul Moldovei

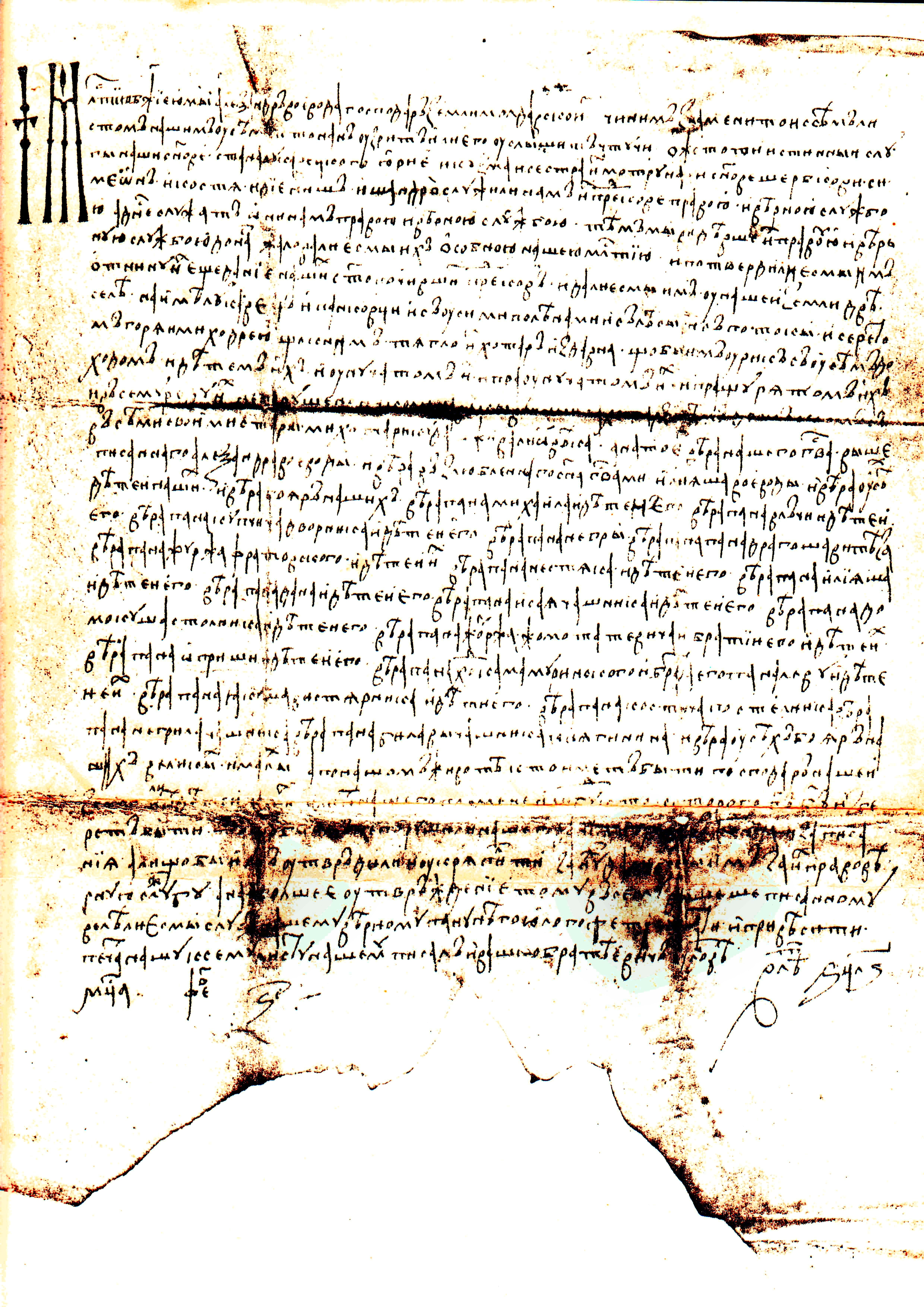
Uricul lui Alexandru cel Bun din 1428

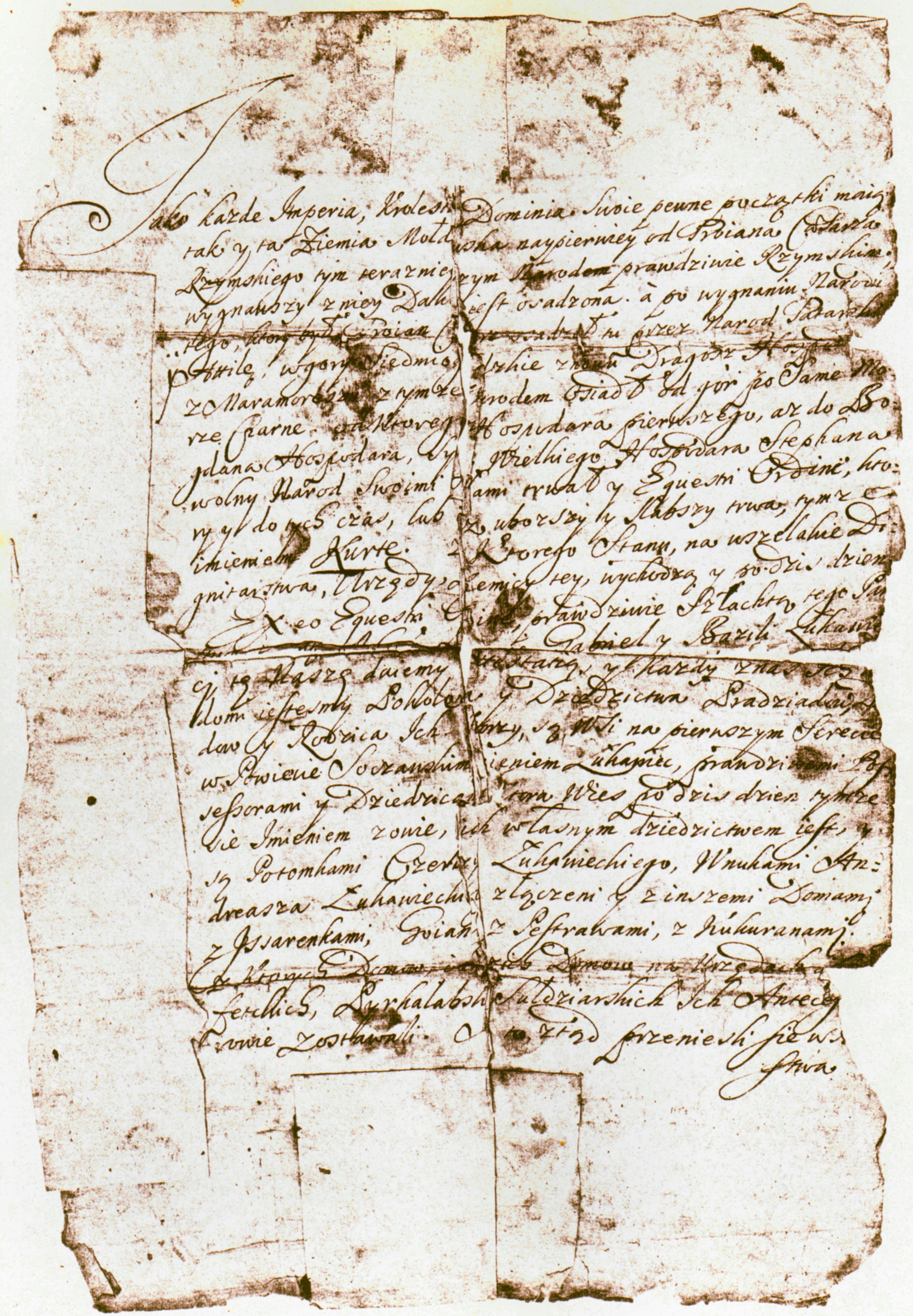
Uricul Divanului Moldovei, 24 ian. 1681-1

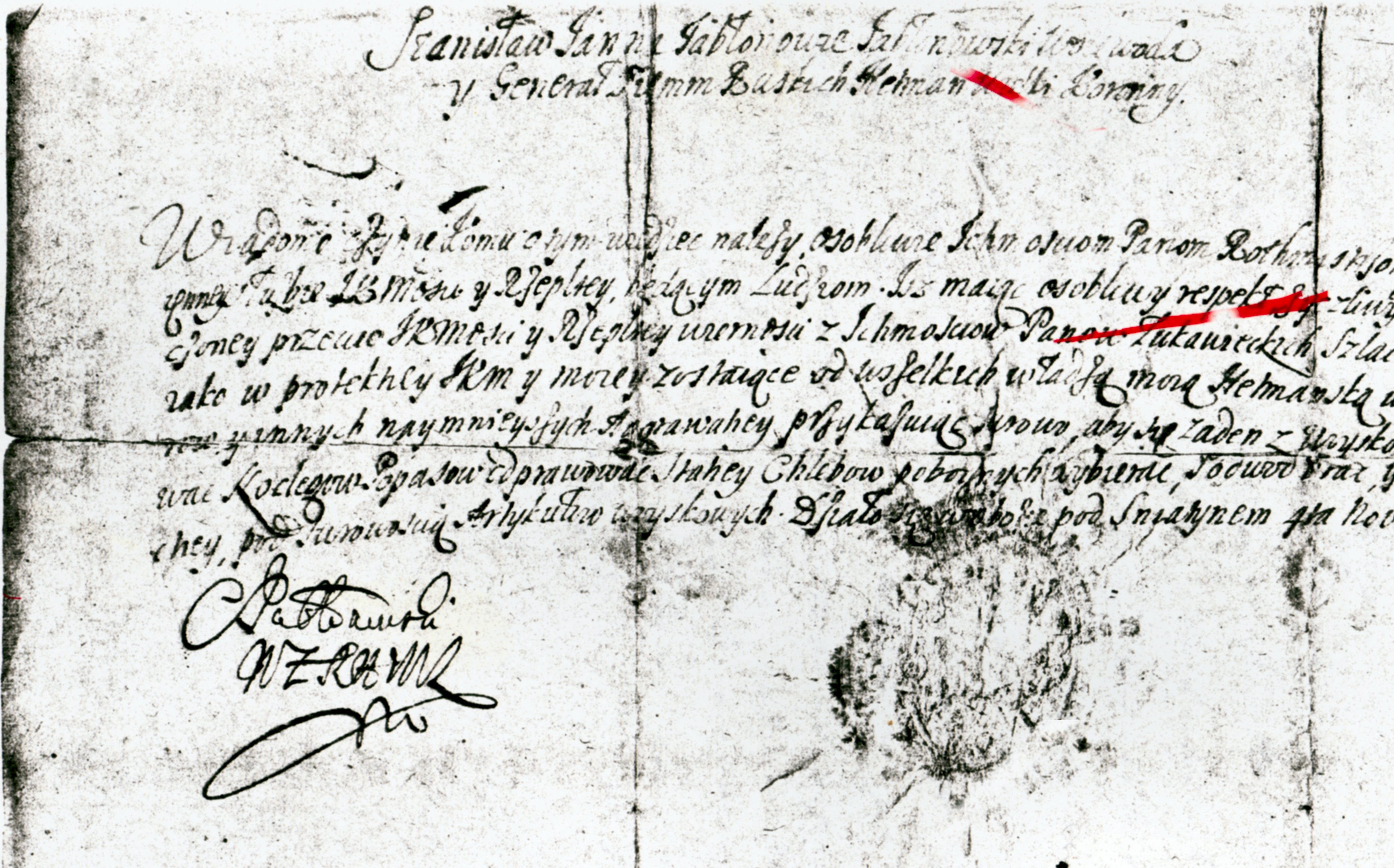
Ordinul lui Stanislas Jablonowski 1691

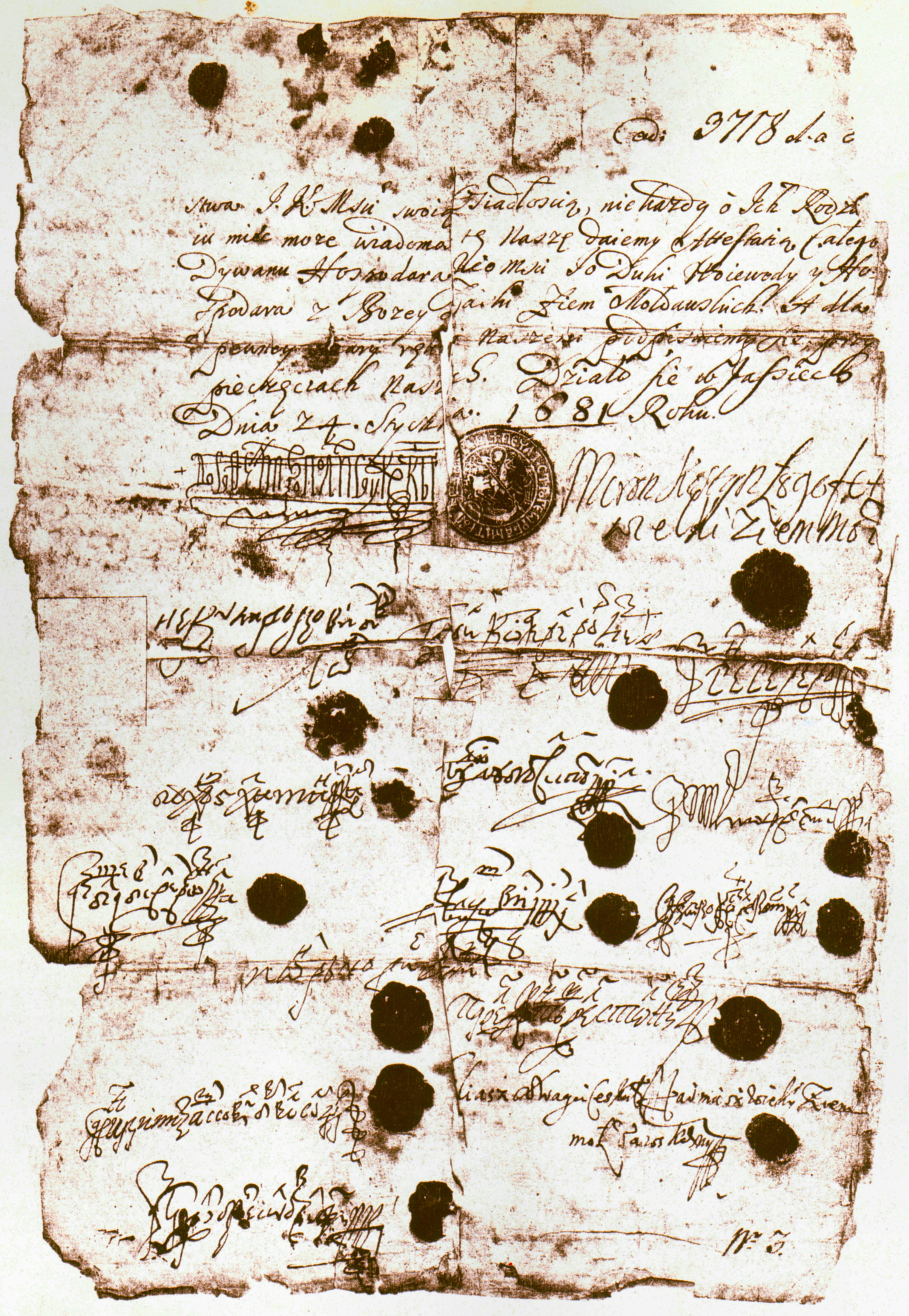
Uricul Divanului Moldovei, 24 ian. 1681-2

Istoria familiei în Principatul Moldovei a început cu cea a satelor de pe valea superioară a Siretului mai înainte de descălecat, cu un oarecare Pancu, așezat în acele locuri, vatra lui de sat numindu-se, peste ani, Pancăuți (Panca). Ultimul său copil, Luca, și-a defrișat o vatră de sat în apropiere, vatra lui numindu-se Lucavăț. Acest Luca a avut doi feciori, Stan și Șerbco, care au slujit cu credință în oastea lui Alexandru cel Bun, iar voievodul, cinstind aceste „adevărate slugi” (vasali, deci boieri), îi împroprietărește prin uricul din 16 februarie 1428 pe cei doi cu „ocina lor… două sate, anume Lucaveț și Pancăuți și cu toate poienile și pădurile și cu pâraiele și pe Siret în Sus, și cu Mihodrea, al căror hotar se alătură de ele, de demult”. Berhomet pe Siret a fost o altă vatră de sat, întemeiată de strănepoții lui Pancu. În 15 martie 1490, dintre bisericile întărite de Ștefan cel Mare Episcopiei de Rădăuți, „1-a biserică este în Lucavăț, cu popă”.
Din acel Luca, feciorul lui Pancu, se trage neamul Lucavăț [apoi Cazacul, Căzăcel/Căzăcescul, Lukawiecki, Wassilko-Lukawiecki, Wassilko/Vasilco]. Dania marelui voievod a fost întărită prin uricul lui Alexandru Lăpușneanu, în 7 mai 1565, pentru satul străbunilor lor, iar ulterior pentru părți dintr-o mulțime de sate din nordul Moldovei, și la 12 martie 1667 Iliaș Alexandru a confirmat posesia moșiillor lui Vasile, Nicolae și Constantin Căzăcescul.
La 4 februarie 1676 verii Gavril și Vasile (1631-1701) au fost înnobilați de regele polonez Ioan Sobieski și transformați în panii Gabriel și Basilius Lukawiecki. Divanul Moldovei a certificat, sub semnătura mitropolitului Dosoftei și a marelui logofăt Miron Costin, în 24 ianuarie 1681, că panii Gabriel și Basil Lukaviecki sunt și mari boieri moldoveni. Fratele mai tânăr al lui Vasile, Constantin, s-a numit Cheșco cu nume de familie. El a fost protopârintele reginei Natalia a Sârbiei. Al treilea frate, Nicolai, a rămas necăsătorit. Datoritä faptului, cä Wassilko a fost nobil polonez, Stanislaus Jablonowski, mare hetman al coroanei, a comunicat, la 4 noiembrie 1691, într-un ordin subalternilor săi, ca moșiile Lucavăț și Bănila stau sub scutul regelui polon. Se vor scuti de contribuții.
Acest Vasile, care o măritase pe Candachia Cocoranul (1635-1688) în 1654, a avut doar un fiu, Ion (1665-1743) și două fete. Singurul copil acestuia și al Măriuței Goian (1698-1783), Alexandru (n. 1 aprilie 1717 - d. 22 mai 1787), a fost protopărintele tuturor membrilor acestei familii, care trăiesc astăzi. Cu nevasta sa Maria (n. 2 mai 1733, Jadova - d. 22 noiembrie 1813, Berhomet), fiica lui Constantin Ursul (Sturdza), pârcălab, strănepoata lui Mehmed Abaza Pașa, a avut opt copii, cinci fiice și trei feciori.

### În Ducatul Bucovinei
Cei trei fii al lui Alexandru au fost înnobilați sub titlul de cavaler de Iosif al II-lea, Împărat al Sfântului Imperiu Roman la data de 17 februarie 1788 (Ritter von Wassilko) și înmatriculați la 17 septembrie al anului.
Cei trei fii au fost:

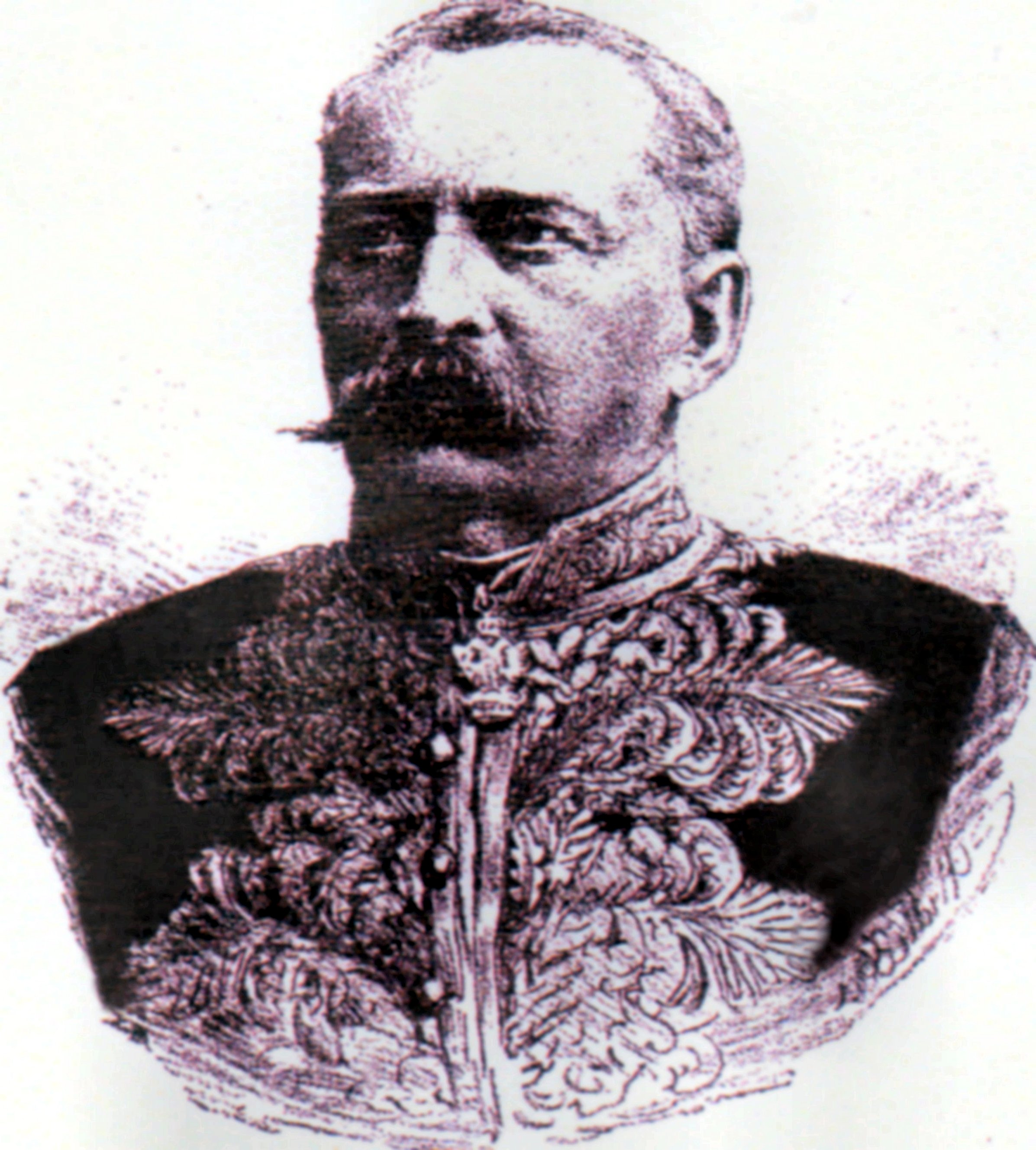
Mareșal al Ducatului Bucovina, Baronul Alexandru Wassilko de Serecki

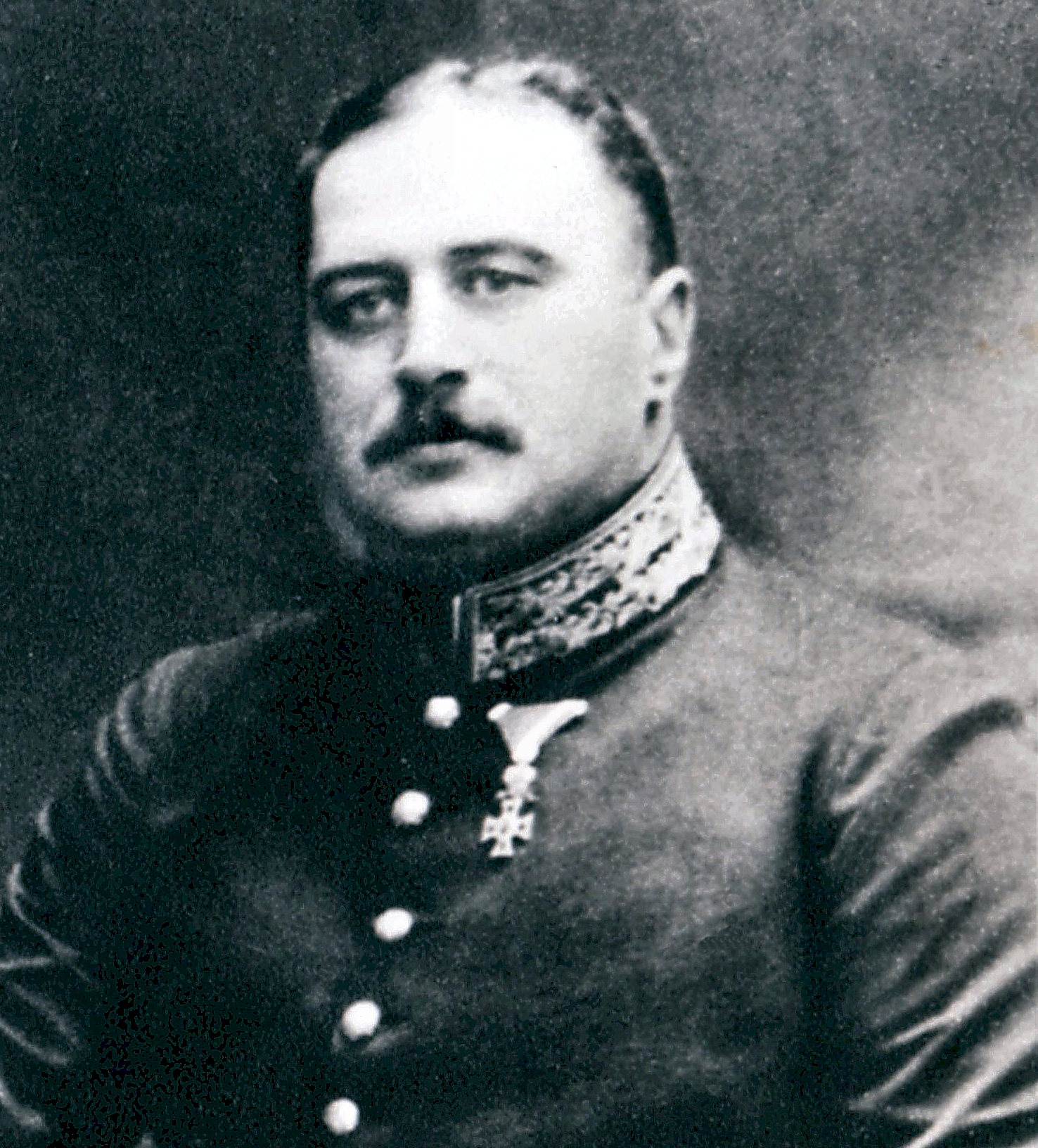
Mareșal al Ducatului Bucovina, Contele Gheorghe Wassilko de Serecki

- Nicolae (1753-1809), căsătorit în 1786 cu Paraschiva (1765-1815), fiica cavalerului Grigore de Tăutul, străbunicul conților Douglas și Friedrich Bigot de Saint-Quentin precum sorei lor Desideria, așa și moș al lui Franz Emil Joseph Ludwig conte de Marenzi; o fiică a lui Nicolae, Anița (n. 1785 – d. 5 aprilie 1845),  a fost casatorită cu Dimitrie Flondor (1757-1832),
- Vasile (n. 30. Junie 1761, Berhomet pe Siret - d. 25 iulie 1825, tot acolo) căsătorit la 15 decembrie 1787 cu Anastasia (n. 17 august 1767, Crasna Ilschi - d. 28 septembrie 1842, Berhomet pe Siret) fiica cavalerului Alexandru de Ilschi, străbunicul contelui Hieronymus Della Scala precum al lui Nicolae cavaler de Wassilko (1868-1924) și
- Ștefan (1772–1843), căsătorit în 1796 cu Ana, fiica cavalerului Vasile de Strîșca și a Anei Murguleț, bunic al lui Balthasar (1803–1880) și străbunicul lui Hieronymus Della Scala (1840–1914), conți Della Scala.

Iordachi baron Wassilko de Serecki (1795-1861), fiul lui Vasile, însurat la 15 noiembrie 1826 în Rohozna cu Pulcheria de Calmuțchi (n. 3. noiembrie 1811, Rohozna - d. 22 august 1896, Castelul Berhomet), purtător al  Ordinul Coroanei de Fier de clasa a doua, a obținut titlul de baron cu predicatul nobiliar von Serecki (Sireteanul) de la împaratul Franz Joseph al Austriei la 14 iulie 1855. Baronul a fost membru al Parlamentului Imperial austriac până în 1861. Cu inființarea Camerei Superioare a imperiului austriac, la 18 aprilie 1861, a fost numit mebru pe viață a acestei camere.
El a fost din ziua fundației la 18 aprilie 1861 membru al Camerei Superioare al imperiului austriac. Iordachi a avut patru fii și trei fiice.
Alexandru baron Wassilko de Serecki, căsătorit cu Ecaterina de Flondor (1843-1920), a fost singurul, care a avut la rândul lui copii. El a fost politician austro-român, membru al Camerei Superioare al imperiului austriac și căpitan (mareșal) al Ducatului Bucovinei 1870-1871 și 1884-1892.
Fiii lui au fost:
- Contele Gheorghe Wassilko de Serecki (1864-1940) politician austriac și român, membru ereditar al Camerei Superioare al imperiului austriac și căpitan (mareșal) al Ducatului Bucovinei (1904-1911),
- Ștefan conte Wassilko de Serecki (n. 10 iunie 1869, Castelul Berhomet - d. 31 august 1933, Salzburg), ofițer (căpitan) și consilier (germană: Ministerialrat) în Ministeriul de Interne la Viena, căsătorit cu Rosa, fiica baronului Franz von Krauss,  președinte de poliție la Viena, anchetator-șef în cazul Mayerling apoi guvernatorul Bucovinei (1892-1894),
- Alexandru conte Wassilko de Serecki (1871-1920), locotenent-colonel de cavalerie in armata imperială austriacă și viceprim în Biroul de Evidență de la Viena, apoi colonel (?) al regimentului Roșiori la Bârlad.
- Victor conte Wassilko de Serecki (1872-1934), căsătorit cu Florica de Goian (1878-1914), cleric ortodox român, exarh și arhidiacon al bisericii ortodoxe la Viena.[7]

Pe 19 decembrie 1905 cei patru frați au fost numiți cămărari al imperiului, apoi conți Wassilko von Serecki în actul de nobilare la 29 august 1918 (diploma de la 19 octombrie al anului) de către Carol I al Austriei.
Familia Wassilko a fost singura familie de neam românesc, care a purtat titlul de conte. Din timpul înființării Camerei Superioare a imperiului austriac la 18 aprilie 1861 și numirea lui Iordachi Baron de Wassilko în acest gremiu, familia a avut mereu un sediu fix in această casă, din 1907 au devenit membrii ereditari. Din  acest an, familia a aparținut oficial nobilimii austriece superiore.
Astăzi, marea majoritate a familiei nu mai trăiește in România, ci în Germania și Canada. Ea părăsise țara din causa persecuției prin sistemul comunist.

## Stemele familiei
Stema se interpretează ca lupta cu pintenii (pentru mărirea vitezei calului) și săgeata împotriva dușmanului otoman (semiluna), dar, câteodată, în timp mai nou și în mod esoteric.

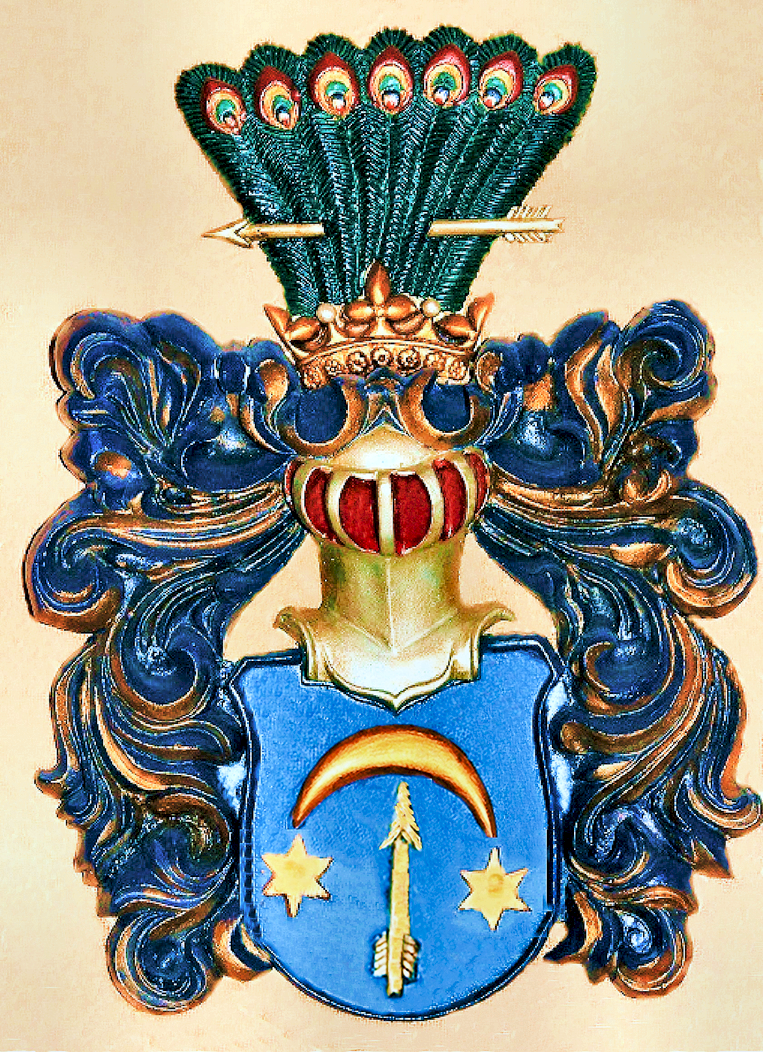
1676
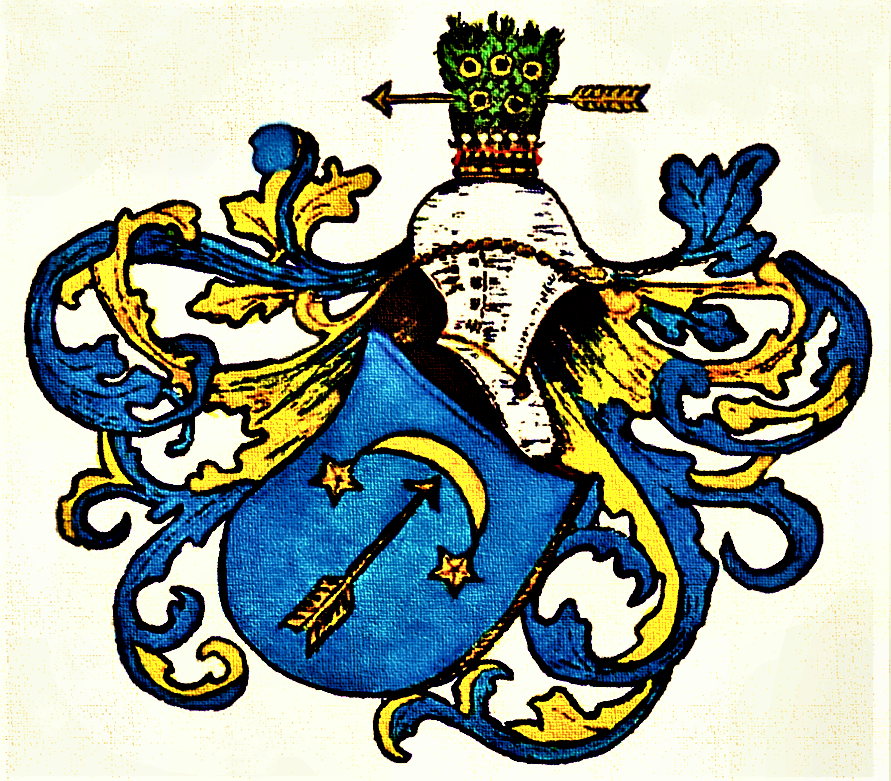
1788
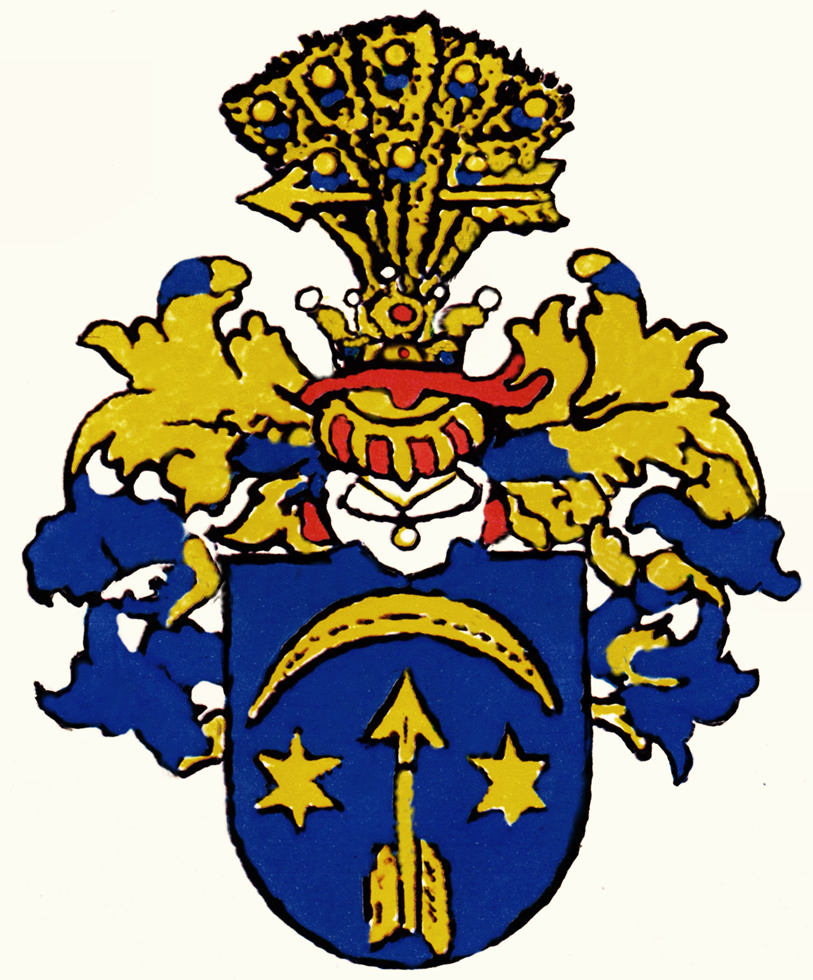
Stema cavalerilor conform Siebmacher
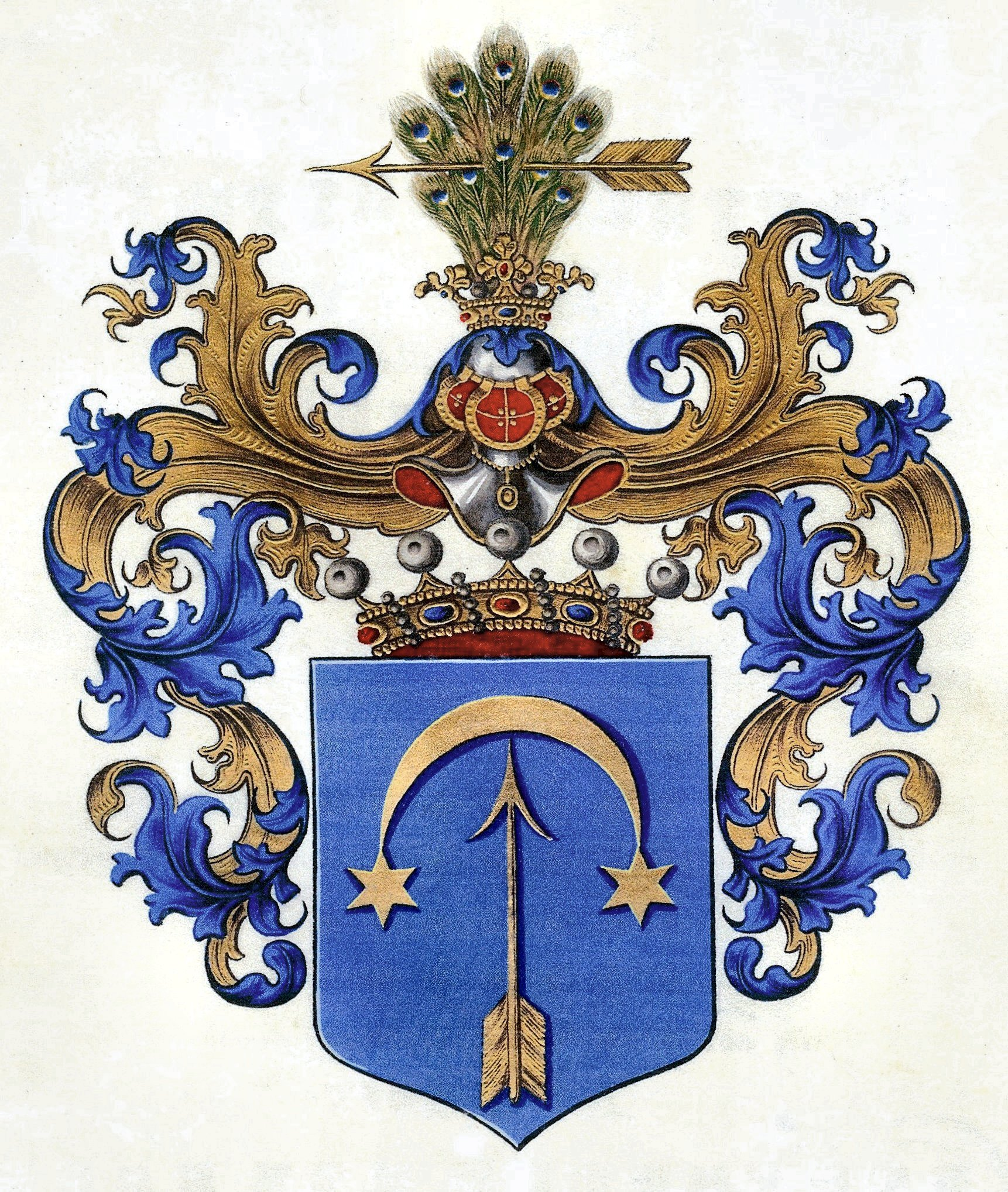
1855
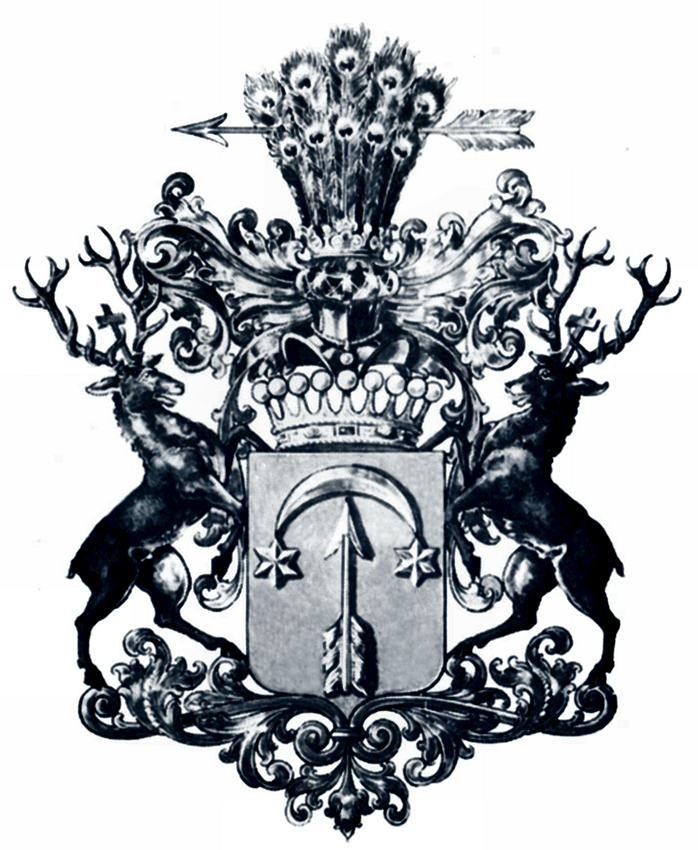
1918 a/n

## Posesiuni
În fideicomisul "Iordaki Freiherr Wassilko" din 10 noiembrie 1888 erau incluse satele Berhomet pe Siret cu Alexander- și Katharinendorf, Panca cu Mihodra, Lăpușna,  Șipotele pe Siret, Mihova, Cereșenca, Lipoveni, Șișcăuți și Zeleneu. Cavalerilor de Wassilko au aparținut printre altele Bănila Moldovenească cu  Nikolaus- și Augustendorf, așa ca și părți din Lucavăț pe Siret.
Familia a fost una cu cele mai mari moșii în întreaga Austro-Ungaria. În 1918 ținuturile au avut o suprafață de 56.000 jugăre austriece, ceea ce corespunde la 32 288 de hectare. Cu posesiunile cavalerilor de Wassilko domeniul sa ridicat la 75 000 de jugăre. Astfel conții Wassilko au fost adeseaoară numiți de oameni ca "regi ai Bucovinei".

## Galerie de imagini

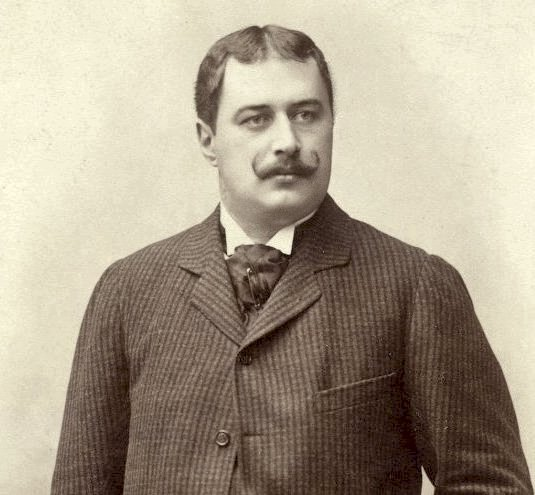
George conte Wassilko de Serecki 1895
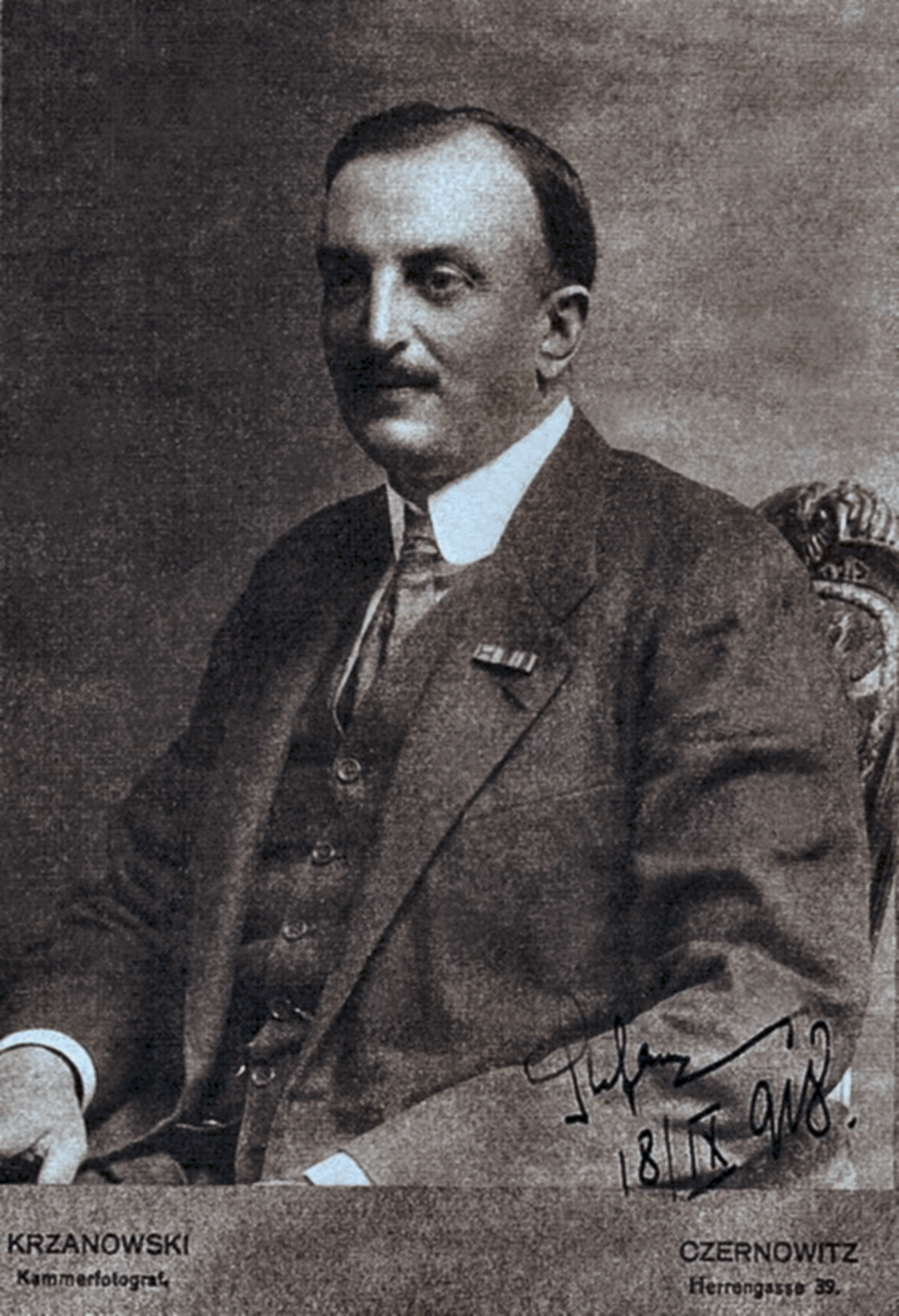
Ștefan conte Wassilko de Serecki 1918
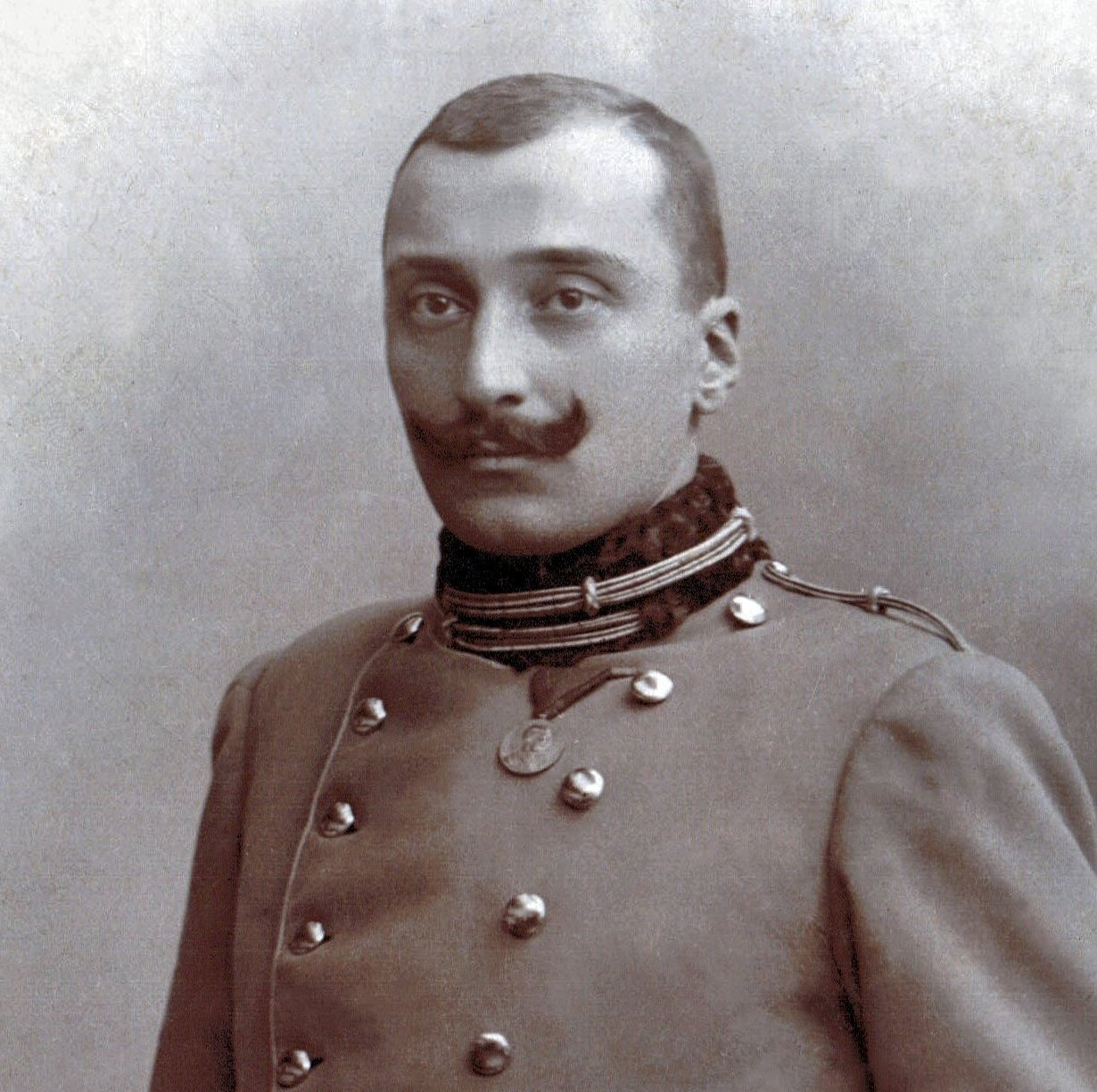
Alexandru conte Wassilko de Serecki 1909
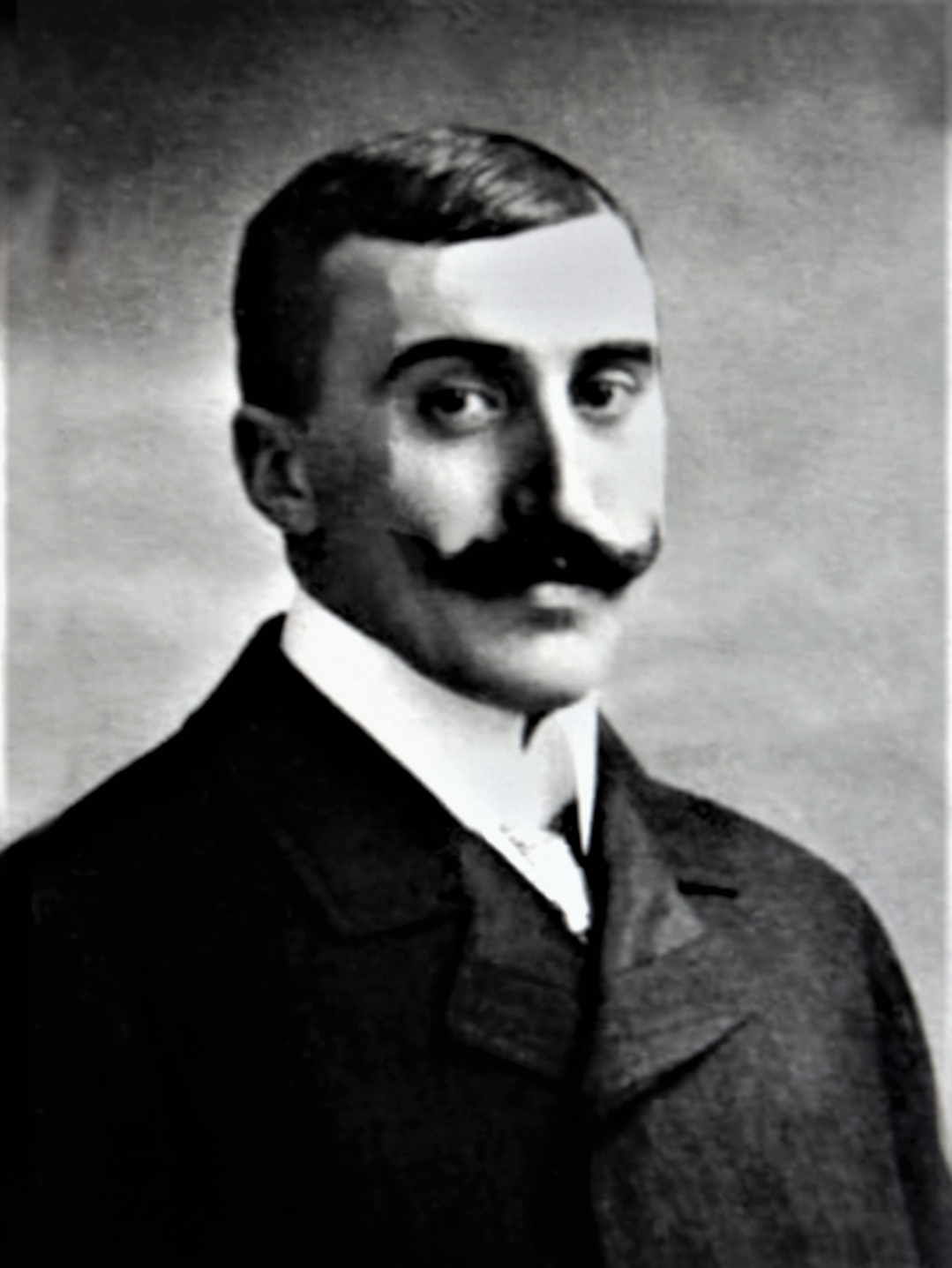
Victor conte Wassilko de Serecki 1904
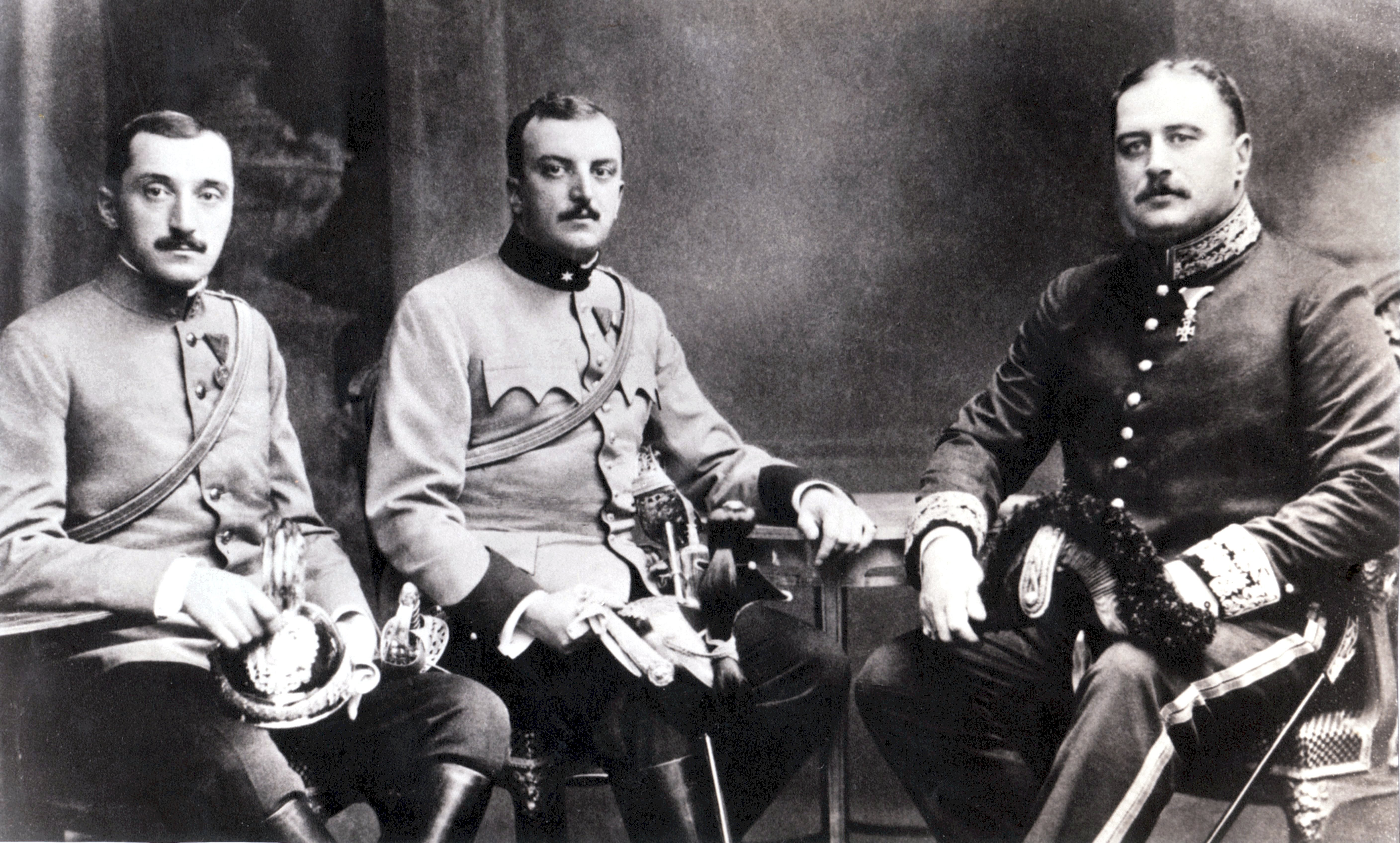
Frații Alexandru, Ștefan și Gheorghe
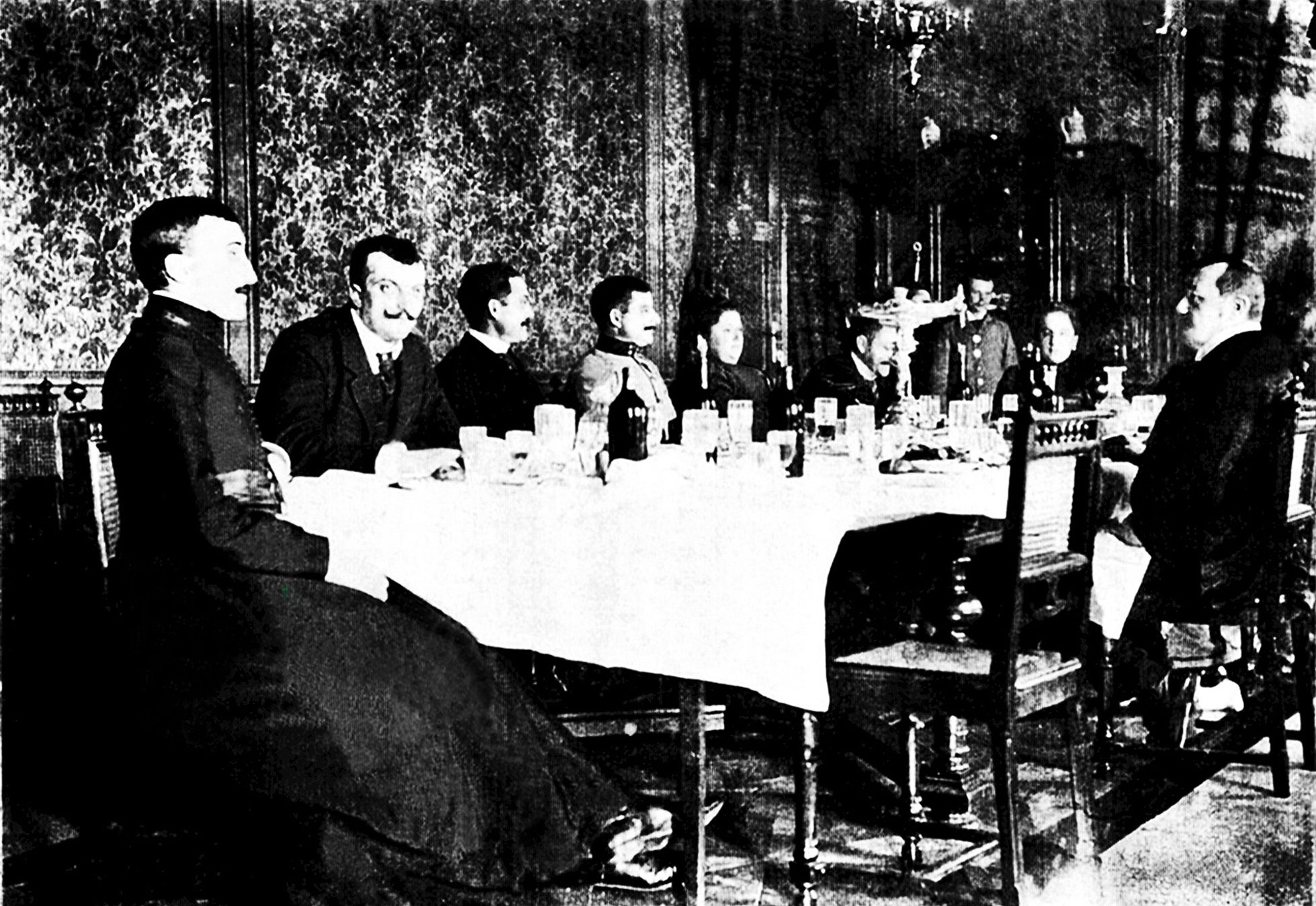
Sărbătoare de familie la castelul Berhomet în 1904
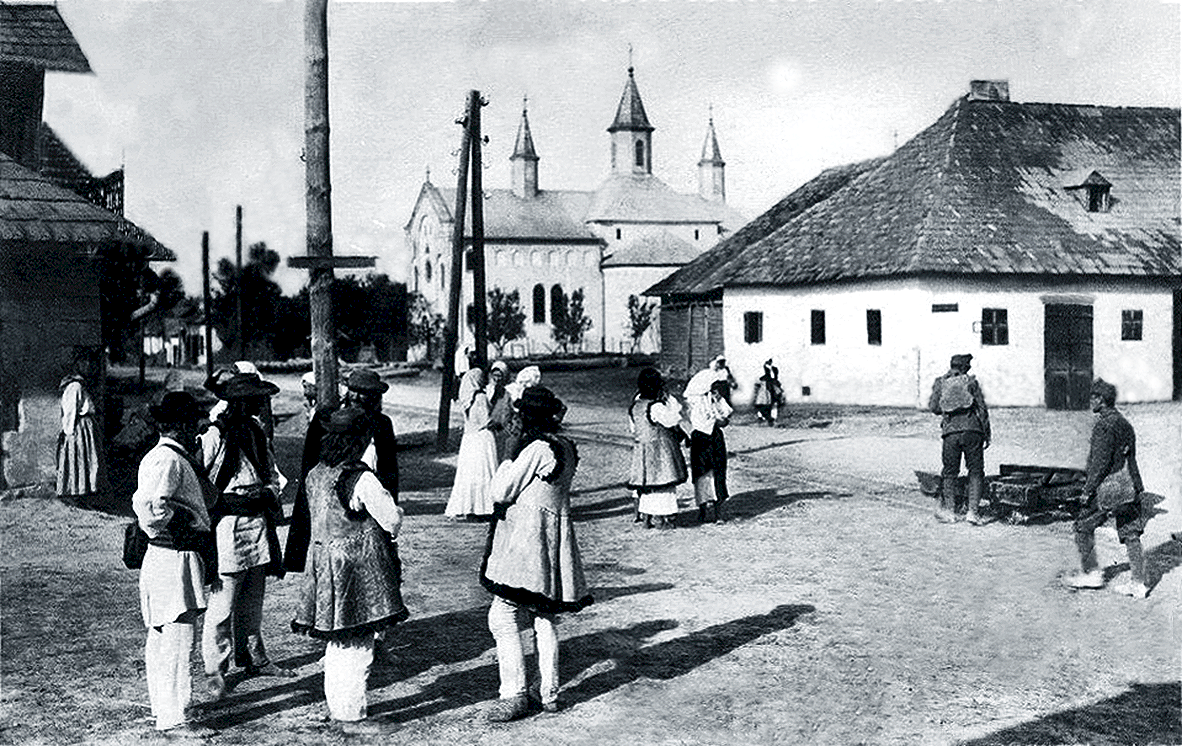
Berhometh pe timpul elictrificării, 1890
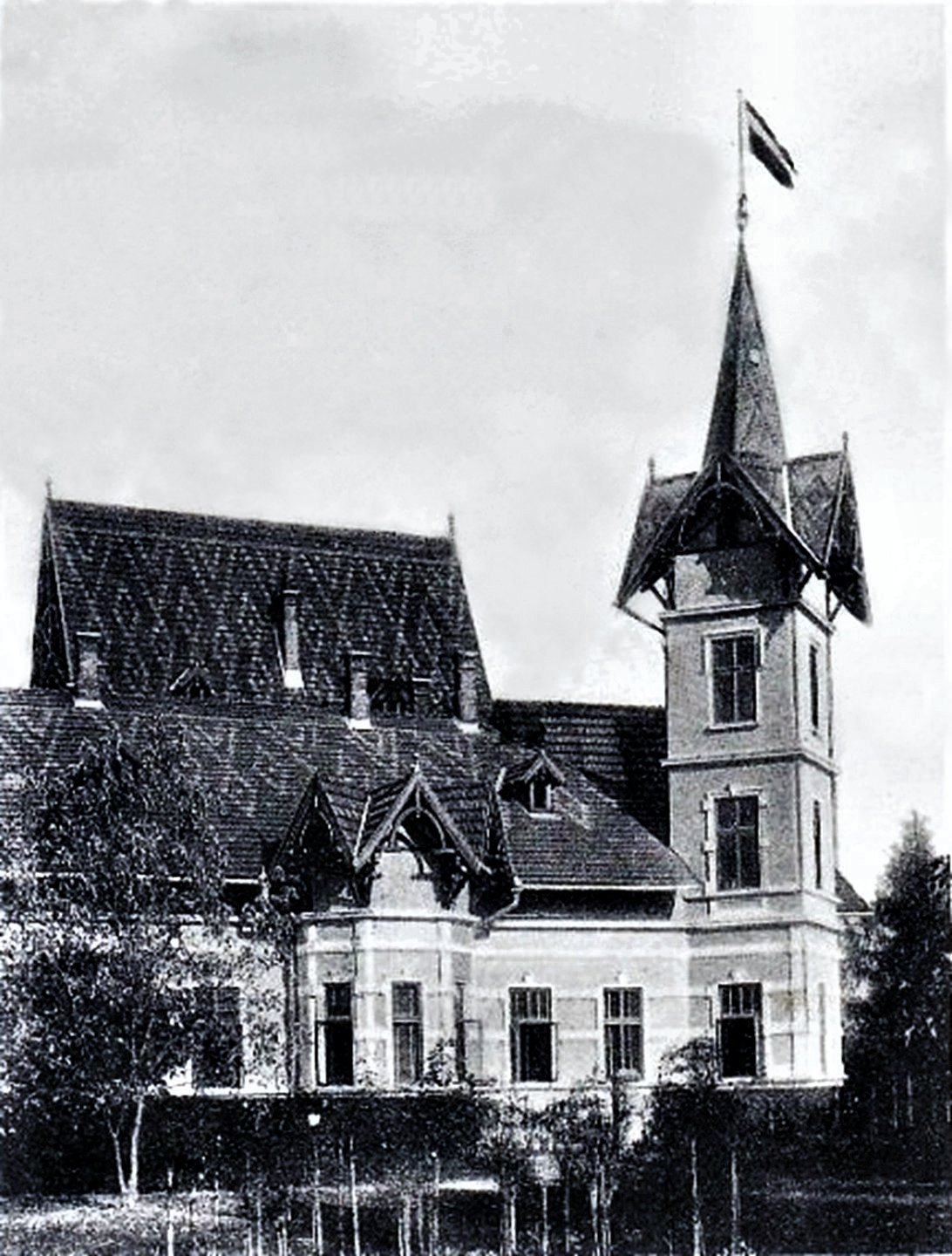
Castelul Berhomet pe la 1900
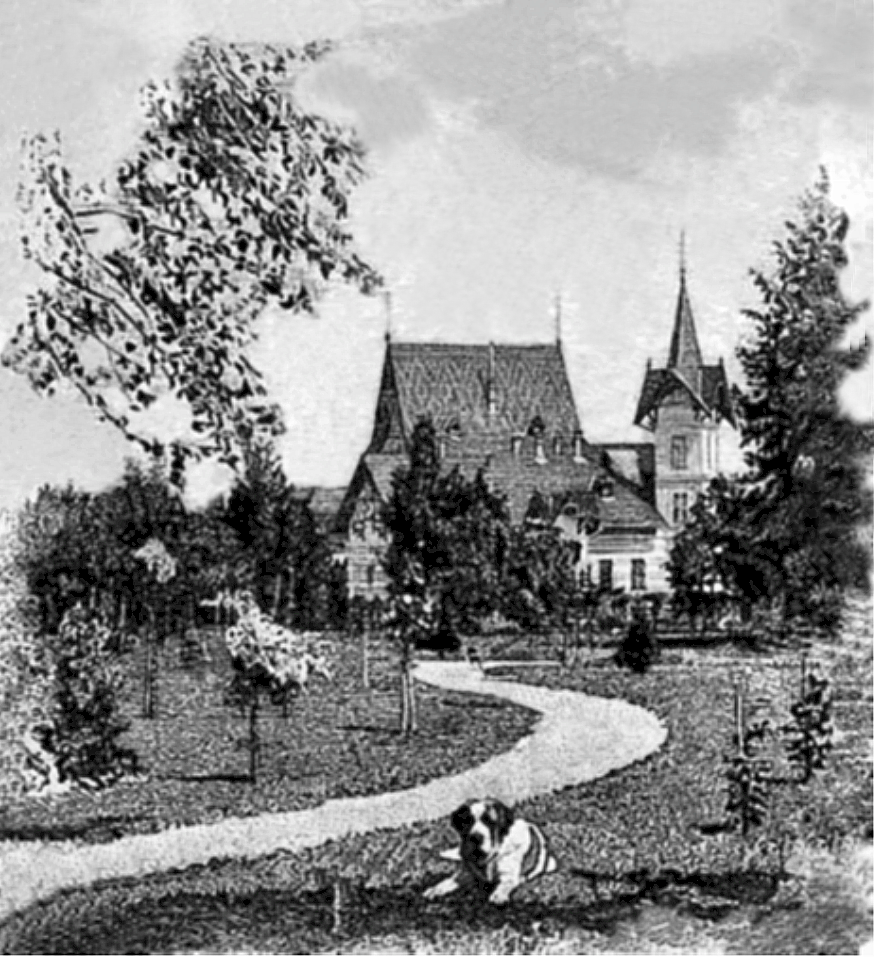
Castelul Berhomet pe la 1905
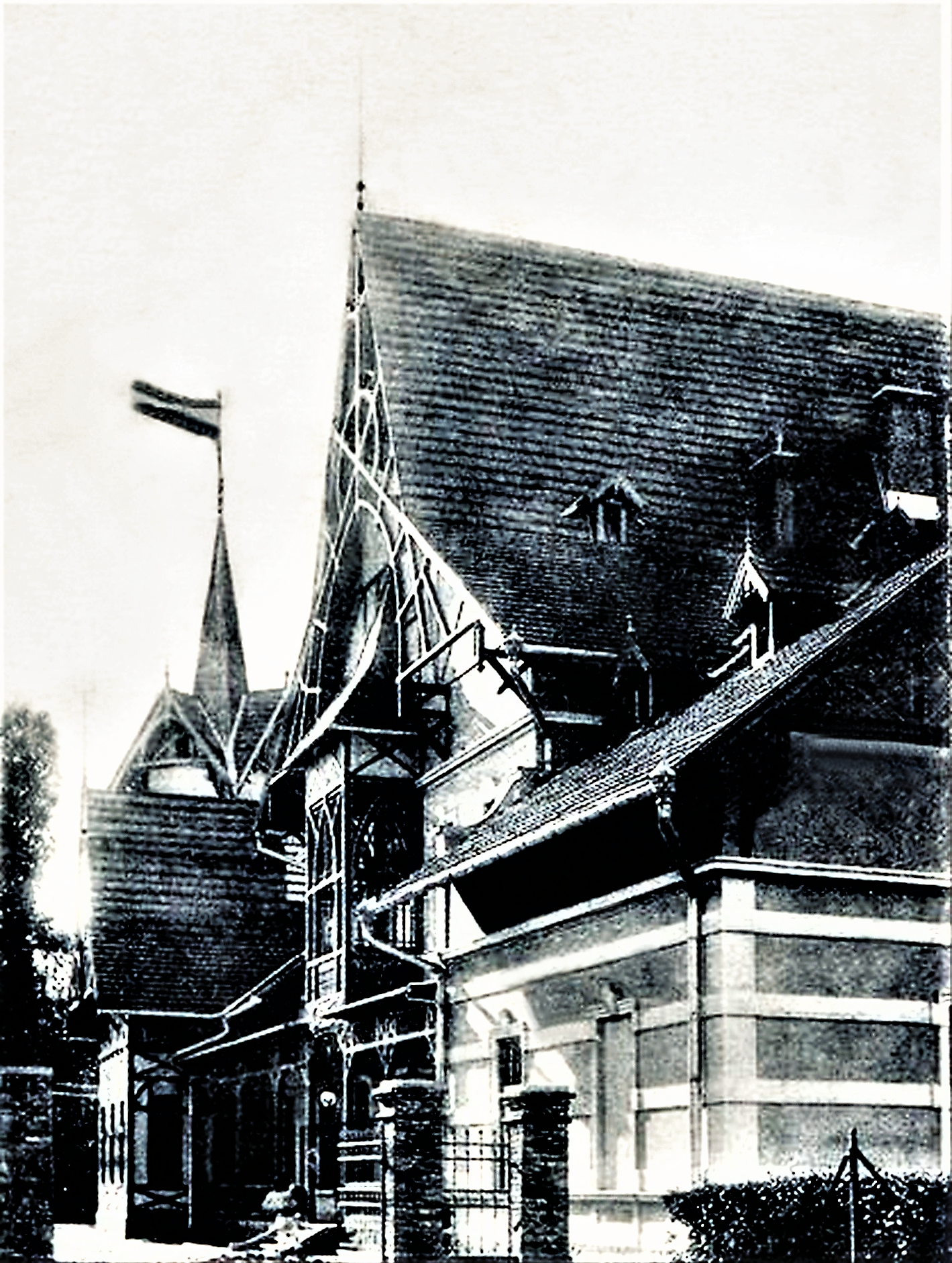
Castelul Berhomet pe la 1912
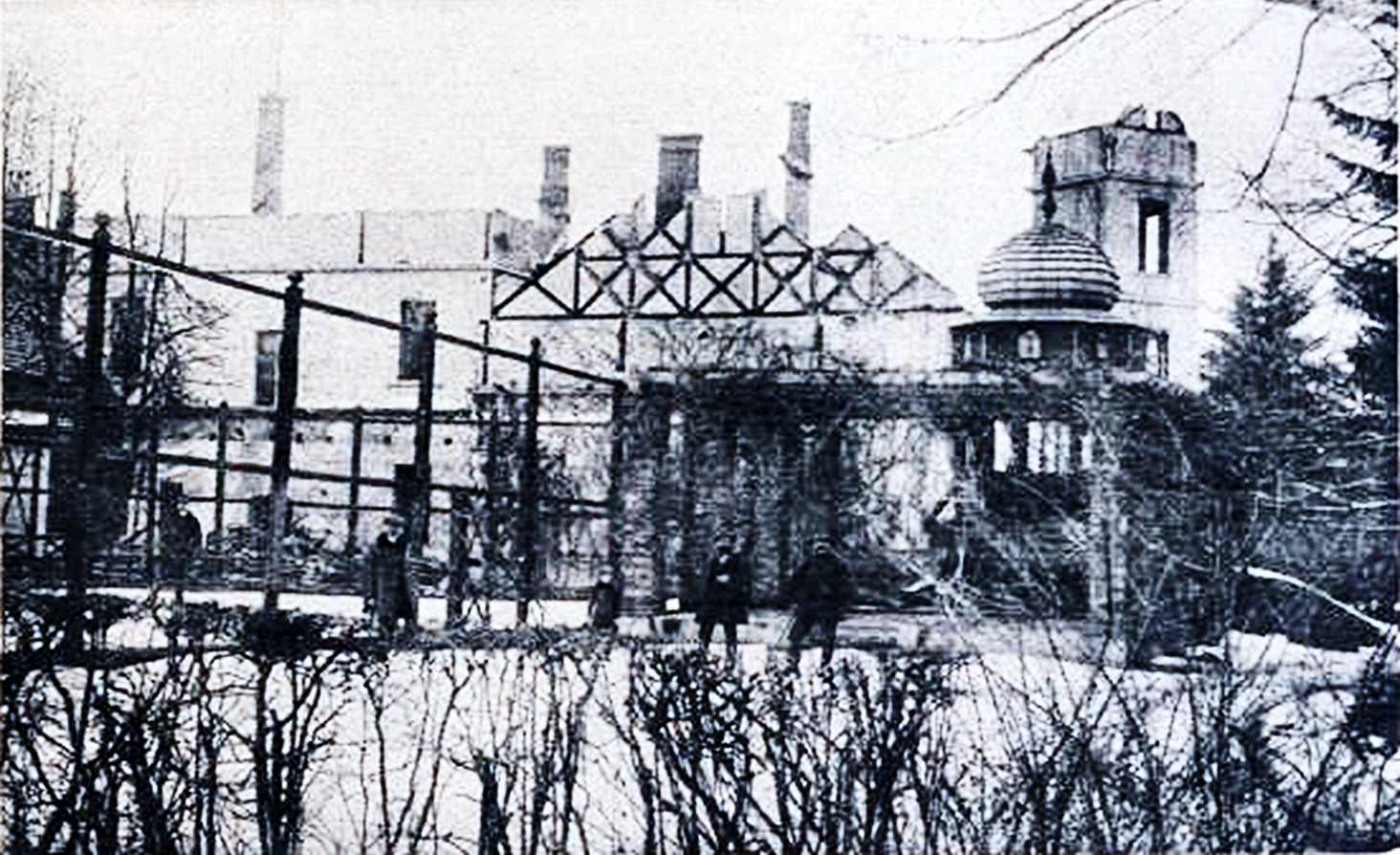
Castelul Berhomet după distrugerea prin ruși 1915
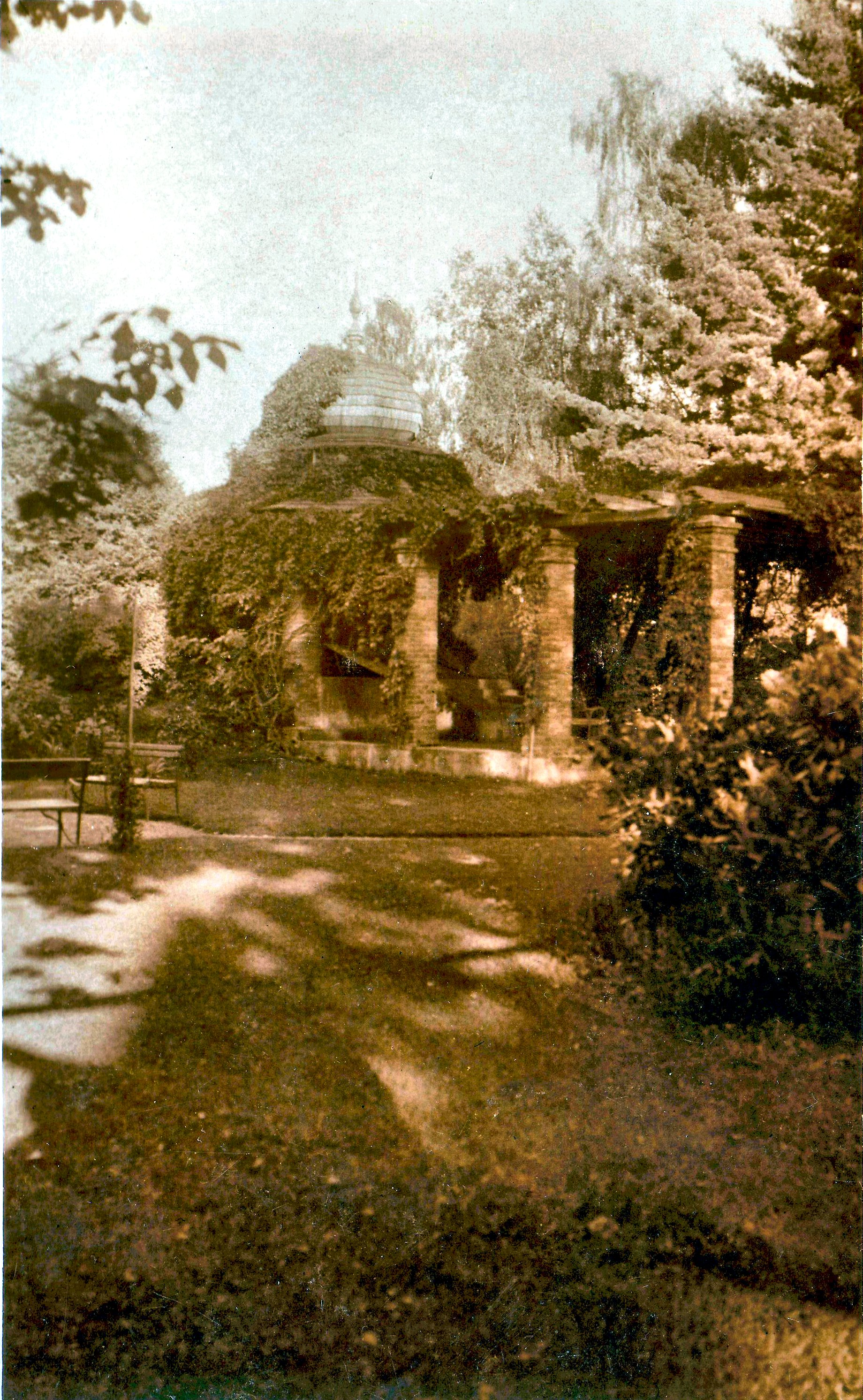
Parcul castelului
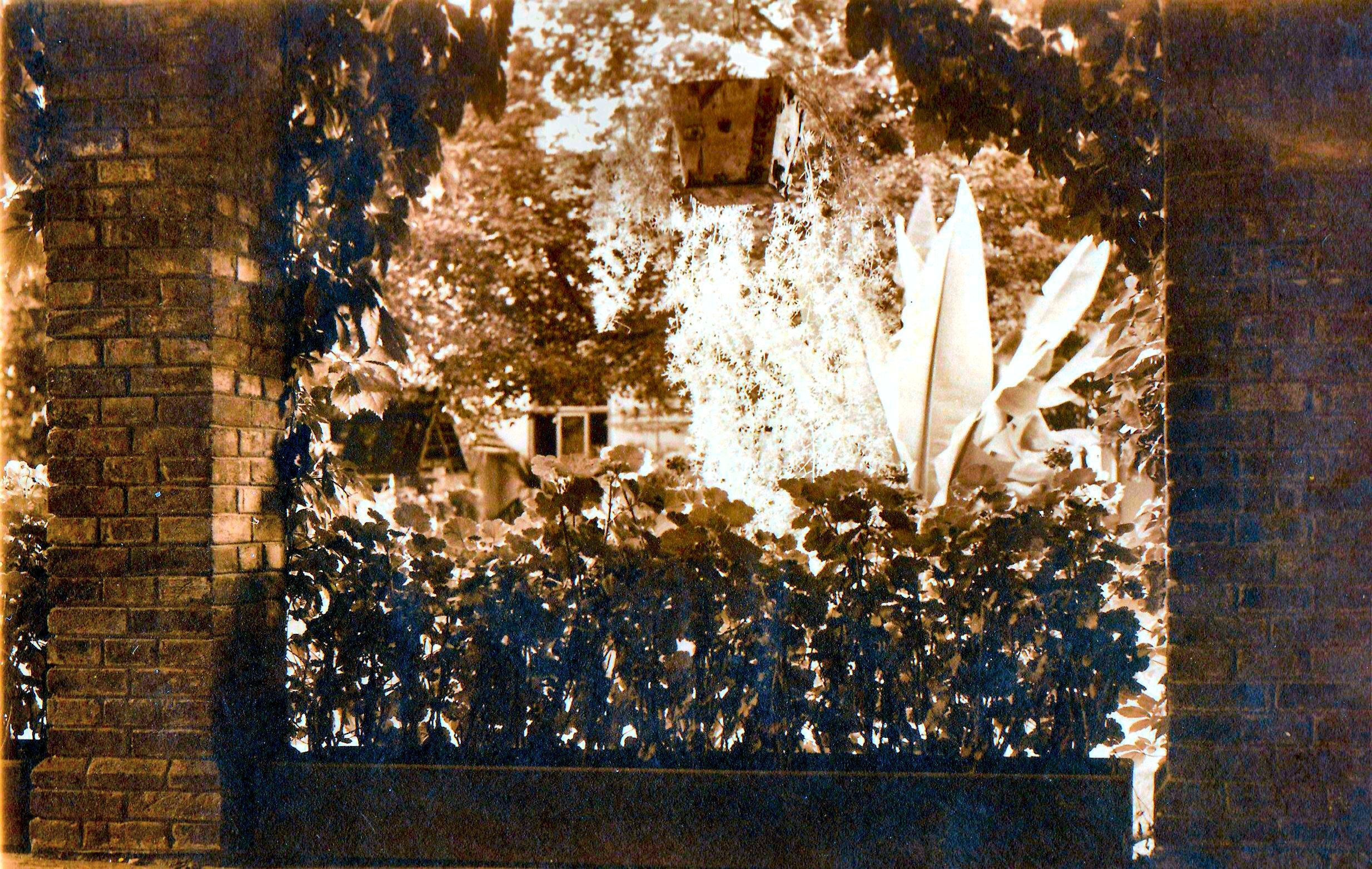
Parcul castelului
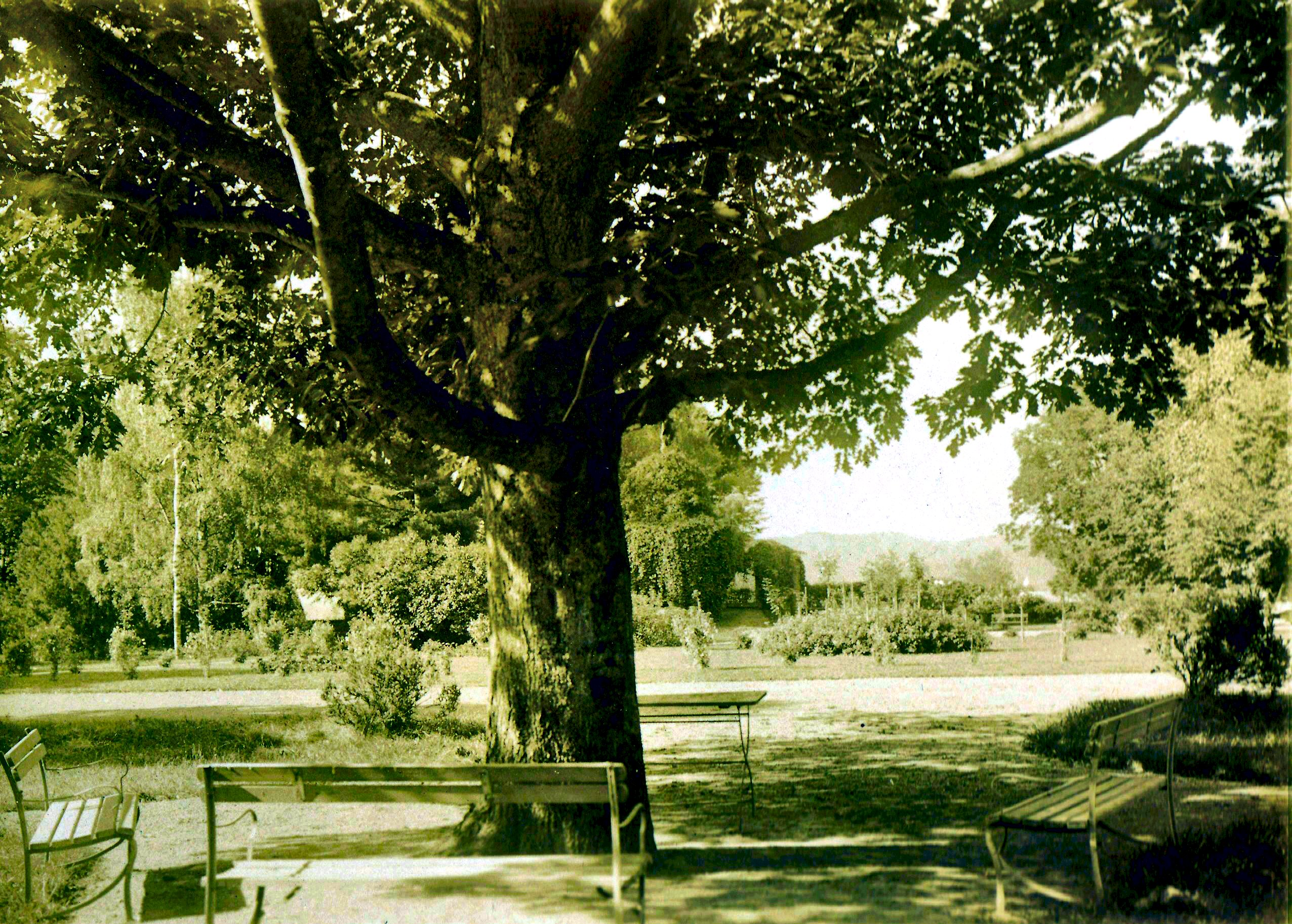
Parcul castelului
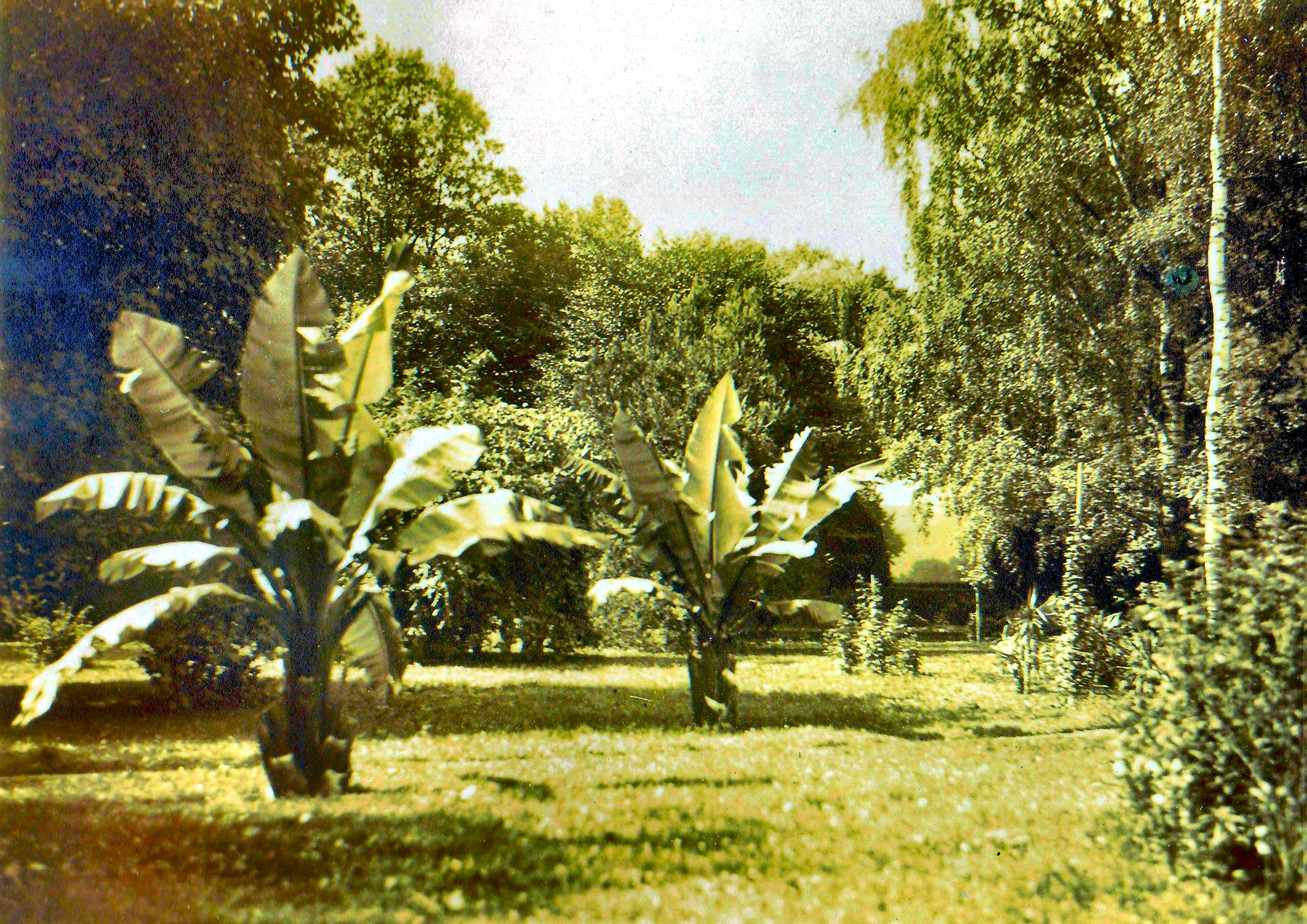
Parcul castelului